# Doloressus filipes
Doloressus filipes is een hooiwagen uit de familie Assamiidae.